# Benito Paolone
Benito Paolone (Campobasso, 11 novembre 1933 – Catania, 23 gennaio 2012) è stato un politico e dirigente sportivo italiano.

## Biografia
Figlio di un funzionario delle dogane ucciso nelle foibe dai titini durante la seconda guerra mondiale, si trasferì a Catania negli anni '50, e da universitario fu dirigente del FUAN.

### Attività politica
Nel 1964 divenne consigliere comunale del Movimento Sociale Italiano nel comune etneo.
Fu eletto deputato all'Assemblea regionale siciliana nel 1971 con l'MSI nel collegio della provincia di Catania e riconfermato per altre quattro legislature (1976, 1981, 1986, 1991)  fino al 1994 quando si dimise per candidarsi alla Camera.
Eletto deputato alla Camera nel 1994, con Alleanza Nazionale, fu riconfermato nel 1996 e nel 2001 e restò parlamentare fino al 2006.
Candidatosi col Polo per le Libertà alle elezioni amministrative catanesi del 1997, raggiunse il 33,01 % dei voti venendo sconfitto da Enzo Bianco. Fu poi assessore comunale di AN dal 2003 al 2005. Nel 2006 si candidò al Senato con Alternativa Sociale, senza essere eletto.

Paolone allo stadio dell'Amatori Catania

### Attività sportiva
Rugbista del CUS Catania, agli inizi degli anni '60 aveva fondato, e per molti anni ne è stato presidente, l'Amatori Catania Rugby,, di cui è stato anche allenatore. Nel 1971 ha vinto il premio Premio Atleti siciliani dell'anno dell'USSI per la prima promozione in serie A della società.
Dopo la morte, gli è stato intitolato il campo dell'Amatori .